# Cristian Villagrán
Cristian Villagrán (* 20. Januar 1982 in Buenos Aires) ist ein ehemaliger Schweizerisch-argentinischer Tennisspieler.

## Karriere
Villagrán war als Junior erfolgreich und trat bei drei der vier Grand-Slam-Turniere an. Seine beste Einzelplatzierung in der Junior-Rangliste erreichte er Anfang 2000 mit dem 13. Rang.
Seine ersten Turniere bei den Profis spielte er ab 1999 auf der drittklassigen ITF Future Tour. Dort gewann er in den Jahren 2000 bis 2004 sieben Einzel- und acht Doppeltitel. So gelang ihm in der Weltrangliste sowohl im Einzel als auch im Doppel der Sprung unter die Top 300. 2003 trat er bei den Panamerikanischen Spielen an. Während er im Einzel sein Auftaktmatch verlor, gewann er im Doppel an der Seite von Carlos Berlocq die Bronzemedaille.
Sein Debüt auf der ATP World Tour gab er 2005 in Buenos Aires. Er erhielt mit seinem Landsmann Juan Pablo Brzezicki eine Wildcard für das Doppelfeld, wo ihnen der Einzug ins Halbfinale gelang. Seinen ersten Doppeltitel auf der ATP Challenger Tour gewann er einen Monat später in Salinas. Diesem ließ er noch zwei weitere in Sassuolo und Trani folgen. Nach seinem vierten Titel in Florianópolis belegte er im Februar 2006 mit dem 115. Rang seine beste Platzierung in der Weltrangliste. In diesem Jahr gelang ihm auch sein einziger Einzeltitel in Mantua.
In den Folgejahren konnte er dieses Niveau im Doppel nicht halten, er gewann nur noch zwei Titel 2007. Im Einzel verbesserte er sich durch Erfolge auf der Future Tour weiter und belegte mit dem 200. Rang im Juli 2008 seinen Karrierebestwert. Seinen letzten Titel auf der Challenger Tour gewann er in San Benedetto del Tronto an der Seite von Stefano Ianni. In den Jahren 2011 und 2012 spielte er kein Profiturnier, sodass er zwischenzeitlich nicht mehr in der Weltrangliste geführt wurde. 2013 kehrte er auf der Future Tour zurück, gewann aber kein Turnier mehr im Doppel. Ab 2015 trat Villagrán für die Schweiz an und gewann unter dieser Flagge 2016 noch ein Future-Turnier im Einzel. Sein letztes Spiel war im Doppel bei einem Future in der Schweiz.

## Erfolge
| Legende (Anzahl der Siege)  |
| Grand Slam                  |
| ATP World Tour Finals       |
| ATP World Tour Masters 1000 |
| ATP World Tour 500          |
| ATP World Tour 250          |
| ATP Challenger Tour (8)     |

### Einzel

#### Turniersiege
| Nr. | Datum         | Turnier | Belag | Finalgegner        | Ergebnis      |
| --- | ------------- | ------- | ----- | ------------------ | ------------- |
| 1.  | 16. Juli 2006 | Mantua  | Sand  | Giorgio Galimberti | 6:2, 5:7, 6:4 |

### Doppel

#### Turniersiege
| Nr. | Datum              | Turnier                  | Belag     | Partner              | Finalgegner                         | Ergebnis          |
| --- | ------------------ | ------------------------ | --------- | -------------------- | ----------------------------------- | ----------------- |
| 1.  | 19. März 2005      | Salinas                  | Hartplatz | Juan Pablo Brzezicki | Juan Pablo Guzmán Sergio Roitman    | 6:2, 6:4          |
| 2.  | 5. Juni 2005       | Sassuolo                 | Sand      | Juan Pablo Brzezicki | Paul Capdeville Simone Vagnozzi     | 7:65, 6:2         |
| 3.  | 6. August 2005     | Trani                    | Sand      | Carlos Berlocq       | Giorgio Galimberti Irakli Labadse   | 4:6, 6:2, 6:4     |
| 4.  | 4. Februar 2006    | Florianópolis            | Sand      | Juan Pablo Brzezicki | Gianluca Naso Mirko Pehar           | 7:63, 6:2         |
| 5.  | 22. Juli 2006      | Rimini                   | Sand      | Juan Pablo Brzezicki | Vasilis Mazarakis Gabriel Moraru    | 6:2, 5:7, [10:6]  |
| 6.  | 16. September 2006 | Belém                    | Sand      | Brian Dabul          | Alessandro Da Col Francesco Piccari | 6:1, 7:65         |
| 7.  | 12. Juli 2009      | San Benedetto del Tronto | Sand      | Stefano Ianni        | Niels Desein Stéphane Robert        | 7:63, 1:6, [10:6] |